# Буревала
Манди-Буревала (англ. Burewala) — город в провинции Пенджаб, Пакистан, расположен в округе Вихари. Население — 209 343 чел. (на 2010 год).

## Демография
| 1961   | 1972   | 1981   | 1998    | 2010    |
| ------ | ------ | ------ | ------- | ------- |
| 34 237 | 57 741 | 86 311 | 149 857 | 209 343 |